# Acaulospora tuberculata
Acaulospora tuberculata är en svampart som beskrevs av Janos & Trappe 1982. Acaulospora tuberculata ingår i släktet Acaulospora och familjen Acaulosporaceae.   Inga underarter finns listade i Catalogue of Life.